# Lycorina marvini
Lycorina marvini är en stekelart som beskrevs av Ian D. Gauld 1997. Lycorina marvini ingår i släktet Lycorina och familjen brokparasitsteklar. Inga underarter finns listade i Catalogue of Life.